# Festival (film 1996)
Festival è un film del 1996 diretto da Pupi Avati. Si tratta finora dell'unico film che vede protagonista in un ruolo drammatico l'attore Massimo Boldi.

## Trama
Franco Melis è un attore comico, reduce da grandi successi con film trash a partire dai tardi anni settanta, ma che negli anni ha sperperato i suoi guadagni ed è stato dimenticato dal pubblico. In solitudine e senza denaro, Melis trova la forza di reagire alla sua depressione: attraverso il suo manager, Renzo Polpo, trova una parte da protagonista in un film impegnato, diretto da un regista esordiente, molto lontano dalle sue precedenti prestazioni, che viene presentato a una rassegna cinematografica di alto profilo culturale e che sembra godere legittime chance di vittoria.
Franco giunge a Venezia, sede della kermesse, inebriato di presunzione e di illusioni, senza neppure accorgersi che quell'ambiente fatuo in realtà lo ignora: lo testimonia il fatto che giornalisti e fotografi lo piantano puntualmente in asso ogni volta che si affaccia all'orizzonte un vip più popolare di lui. Renzo si accorge di ciò che sta accadendo ma, impietosito, evita di disilluderlo. Le speranze di Melis sembrano aumentare quando scopre che un suo amico, Leo, è tra i giurati del festival; sempre più euforico, comincia a credere che conseguirà il premio per la migliore interpretazione e sperpera denaro in cene, telefonate e regali.
La sera della premiazione avrà però un'amara sorpresa: l'ambito premio come miglior attore viene assegnato al giovanissimo Totò Cascio e Franco vive l'ennesima delusione della sua carriera, sottolineata dal fatto che il giornalista Vincenzo Mollica criticherà la decisione della giuria affermando che sarebbe stato più corretto un ex aequo tra lui e Cascio. Mentre rientra tristemente a casa con il proprio entourage, Melis si rende conto dell'unica conseguenza positiva di tutta questa vicenda: aver recuperato il proprio rapporto con la moglie Carla.

## Fonti
Il film è in parte ispirato alla figura di Walter Chiari che, alla fine della carriera, covò una breve speranza di "rilancio" con il film Romance di Massimo Mazzucco, presentato alla Mostra del cinema di Venezia e grazie al quale Chiari fu il favorito per l'assegnazione della prestigiosa Coppa Volpi nel 1986. Questa venne però conferita a Carlo Delle Piane per il ruolo interpretato in Regalo di Natale, diretto proprio da Pupi Avati.